# Luz de gas (obra de teatro)

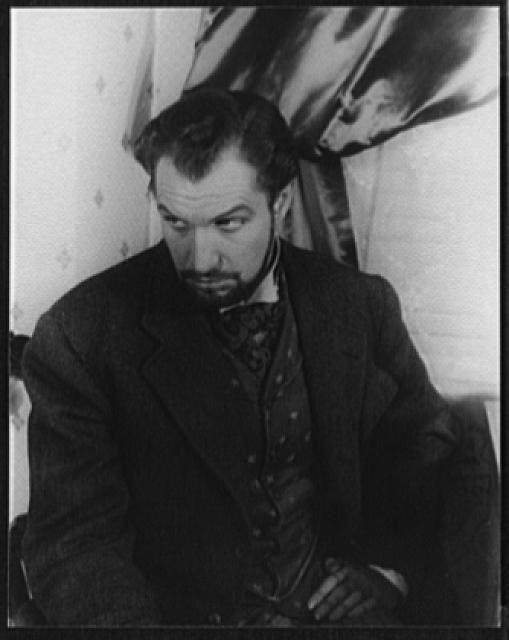
El actor Vincent Price en la representación de la obra en Broadway, en 1942.

Luz de gas es una obra de teatro de Patrick Hamilton estrenada en 1938. El título original en inglés fue Gas Light (lit. luz de gas) y se llamó también Angel Street en EE. UU.

## Argumento
El señor Manningham intenta por todos los medios volver loca a su nueva mujer Paula (le esconde cosas, baja la intensidad de la luz, camina a escondidas por el desván...) para así poder buscar tranquilamente las joyas de su anterior esposa a la que asesinó para poder hacerse con ellas. Para su desgracia, un astuto inspector de policía, Rof, le sigue la pista, intentando poner en alerta a Paula, pero esta se encuentra en el punto culminante de su locura y no le hace el menor atisbo de caso. Finalmente, Rof consigue detenerlo cuando estaba a punto de acabar con su mujer y consigue atarlo en una silla en el desván. Paula pide hablar a solas con él y, tras pedirle ayuda para que lo desate, Paula se burla de él fingiendo estar loca y no poder ayudarle para finalmente recriminarle todo.

## Estreno
- Teatro Romea, Barcelona, 20 de abril de 1948.
  - Dirección: Manuel Blay.
  - Adaptación: Luis J. Bruce.
  - Intérpretes: Irene López Heredia, José Bruguera, Vicente Soler, María Montilla, Isabel Sandoval.
- Teatro Español, Madrid, 3 de abril de 1948.
  - Dirección: Cayetano Luca de Tena.
  - Escenografía: Sigfrido Burmann.
  - Intérpretes: Mercedes Prendes, Enrique Guitart.
- Teatro Lara, Madrid, 21 de abril de 1967.
  - Dirección: Alberto Closas.
  - Escenografía: Santiago Ontañón. .
  - Intérpretes: Julia Gutiérrez Caba, Manuel Díaz, Manuel Collado, Lola Gálvez, María José Valero.
- Teatro Olimpia, Huesca, 26 de septiembre de 2009.
  - Dirección: Juanjo Granda.
  - Adaptación: Juanjo Granda y Salvador Collado.
  - Intérpretes: Patxi Freytez, Cecilia Freire, Marta Gutiérrez Abad, Juan Meseguer, Carlos Varela, Fernando Gómez-Cobo, Marisa Lahoz.

### Televisión
- 3 de agosto de 1970, en el espacio Teatro de Misterio, de TVE. Intérpretes: Berta Riaza, Julia Trujillo, Jesús Puente, Tomas Blanco, Rosa Luisa Goróstegui.

## Adaptaciones al cine
- Gaslight, película británica de 1940, titulada en español Luz de gas.
- Gaslight, película estadounidense de 1944, titulada en España Luz que agoniza y en Hispanoamérica Luz de gas.